# Fort Benghisa
Fort Benghisa (malt. Il-Fortizza ta' Bengħisa) to fort poligonalny w Birżebbuġa na Malcie. Zbudowany został przez Brytyjczyków w latach 1910-1912. Skierowany ku morzu, zbudowany został na wzniesieniu Benghisa Point, południowym ramieniu okalającym Marsaxlokk Bay. Jest najbardziej na południe wysuniętą fortyfikacją na Malcie.
Razem z Fortem Delimara i Fortem Tas-Silġ na Delimara Point, północnym ramieniu okalającym Marsaxlokk Bay, Fortem San Lucian na Kbira Point, na wysokości połowy zatoki oraz bateriami Pinto i Ferretti na brzegach zatoki, jest częścią łańcucha fortyfikacji, które miały ochraniać port Marsaxlokk.

## Historia

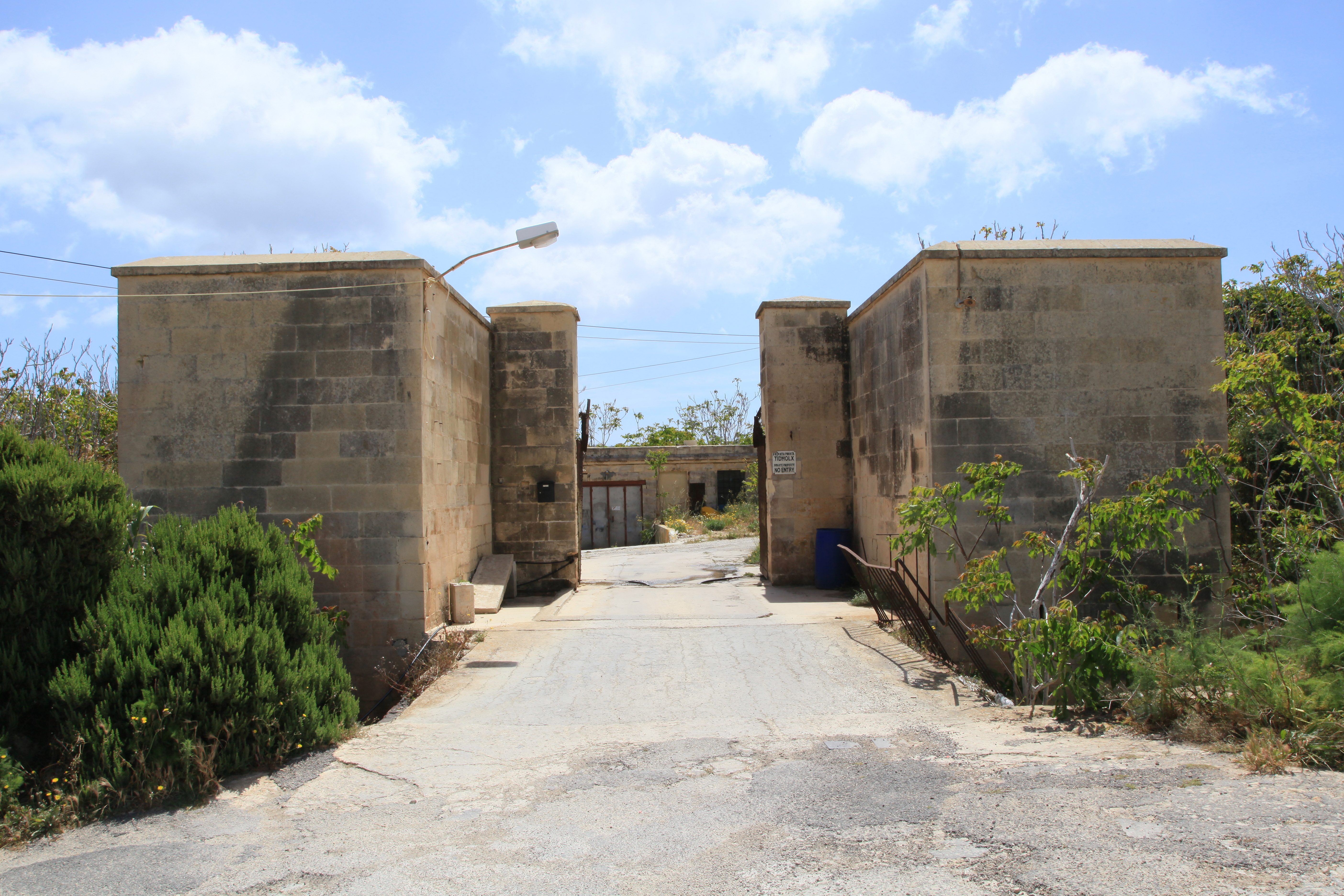
Wejście do fortu. Po bokach strażnice.

Pierwotnie zaplanowano na Benghisa Point budowę baterii nazwanej Hassan Battery. Mimo to, w roku 1909 zaprojektowano tam fort poligonalny. Budowę rozpoczęto w roku 1910 i zakończono w 1912. Fort został uzbrojony w dwa 6-calowe i dwa 9,2-calowe gwintowane działa odtylcowe. W roku 1915, aby oczyścić pole ognia fortu, zburzono XVII-wieczną Wieżę Bengħisa. 
Fort miał pięciokątny kształt z rowem obronnym, murem obwodowym i przedmurzem, zbudowanym z ziemi wydobytej podczas budowy rowu obronnego. Klify od strony morza również zostały wykorzystane jako część systemu obronnego fortu. Fort Benghisa był ostatnim fortem poligonalnym zbudowanym przez Brytyjczyków na Malcie.
Fort został pozbawiony uzbrojenia przed II wojną światową. W latach 1950. zainstalowano tam działo uniwersalne, lecz wkrótce zostało ono usunięte. Definitywnie fort został opuszczony przez Brytyjczyków w latach 1970.

## Dziś
Dziś fort ma prywatnego właściciela i wstęp tam jest niemożliwy. Część fortu została w roku 1973 wydzierżawiona za roczną opłatę (w przeliczeniu) €93, inna część - w roku 1981 i 1996 za odpowiednio (w przeliczeniu) €177 i €419 rocznie. Wynajem został odnowiony do roku 2011, kiedy to rząd wstrzymał akceptację ponownego przedłużeniu najmu, z zamiarem usunięcia najemców.
W tej chwili fort i jego otoczenie są zaniedbane, chociaż wejście ze strażnicami i brzegi rowu obronnego są dobrze naprawione.